# Associazione Sportiva Taranto 1932-1933
Questa pagina raccoglie i dati riguardanti l'Associazione Sportiva Taranto nelle competizioni ufficiali della stagione 1932-1933.

## Rosa
| N. |                   | Ruolo | Calciatore           |
| -- | ----------------- | ----- | -------------------- |
|    | Italia (bandiera) | D     | Vincenzo Arzeni      |
|    | Italia (bandiera) | D     | Mario Bindi          |
|    | Italia (bandiera) | D     | Salvatore Boccanfuso |
|    | Italia (bandiera) | P     | Adolfo Bolognini     |
|    | Italia (bandiera) | D     | Ettore Boninsegna    |
|    | Italia (bandiera) | A     | Martino Castellano   |
|    | Italia (bandiera) | D     | Attilio Guassone     |
|    | Italia (bandiera) | D     | Pietro Lavè          |
|    | Italia (bandiera) | C     | Ernesto Monti        |

| N. |                   | Ruolo | Calciatore         |
| -- | ----------------- | ----- | ------------------ |
|    | Italia (bandiera) | C     | Mario Nicolini     |
|    | Italia (bandiera) | D     | Camillo Orsi       |
|    | Italia (bandiera) | A     | Mario Parisi       |
|    | Italia (bandiera) | A     | Salvatore Perrucci |
|    | Italia (bandiera) | C     | Elio Scagliarini   |
|    | Italia (bandiera) | A     | Aurelio Sculto     |
|    | Italia (bandiera) | A     | Eugenio Tosini     |
|    | Italia (bandiera) | D     | Armando Toso       |